# 288
Évszázadok: 2. század – 3. század – 4. század
Évtizedek: 230-as évek – 240-es évek – 250-es évek – 260-as évek – 270-es évek – 280-as évek – 290-es évek – 300-as évek – 310-es évek – 320-as évek – 330-as évek
Évek: 283 – 284 – 285 – 286 –  287 – 288 – 289 – 290 – 291 – 292 – 293

## Események

### Római Birodalom
- Maximianus császárt és Pomponius Ianuarianust választják consulnak.
- Diocletianus visszatér keletről és Raetiából indít támadást az alemannok ellen, míg társcsászára, Maximianus nyugat felől pusztítja földjeiket.
- Maximianus flottát kezd építeni, hogy partra szálljon Britanniában, amelyet a szakadár Carausius tart uralma alatt.
- Maximianus a praetorianus gárda parancsnokává teszi Constantius Chlorust és Carausiusnak a Rajna torkolatánál élő frank szövetségesei ellen küldi őt. Constantius feldúlja a germánok földjeit és kényszeríti Genobaudes frank királyt, hogy a rómaiak vazallusává váljon.
- Maximianus germánokat (frízeket, frankokat, chamavusokat) telepít az Alsó-Rajna menti római határvidékre Novomagius és Traiectum között, hogy határőr népként visszaverjék a barbár betöréseket.

## Halálozások
- január 20. – Szent Sebestyén (* 256 k.)

## Fordítás
- Ez a szócikk részben vagy egészben  a(z)   288 című angol Wikipédia-szócikk ezen változatának fordításán alapul.  Az eredeti cikk szerkesztőit annak laptörténete sorolja fel. Ez a jelzés csupán a megfogalmazás eredetét és a szerzői jogokat jelzi, nem szolgál a cikkben szereplő információk forrásmegjelöléseként.